# Кренцьково
Кренцьково (пол. Kręćkowo) — село в Польщі, у гміні Серпць Серпецького повіту Мазовецького воєводства.
Населення — 150 осіб (2011).
У 1975-1998 роках село належало до Плоцького воєводства.

## Демографія
Демографічна структура станом на 31 березня 2011 року:
|          | Загалом | Допрацездатний вік | Працездатний вік | Постпрацездатний вік |
| -------- | ------- | ------------------ | ---------------- | -------------------- |
| Чоловіки | 81      | 24                 | 47               | 10                   |
| Жінки    | 69      | 19                 | 34               | 16                   |
| Разом    | 150     | 43                 | 81               | 26                   |